# 1097
Anul 1097 (MXCVII) a fost un an obișnuit al calendarului iulian.

## Evenimente

### Ianuarie
- 9 ianuarie: Papa Urban al II-lea extinde scutirile de care se bucură abația din Cluny asupra tuturor mănăstirilor asupra cărora aceasta are jurisdicție.
- 20 ianuarie: După îndelungate ezitări, Godefroy de Bouillon, fratele său Balduin de Boulogne și principalii lor vasali acceptă să presteze jurământul de fidelitate față de împăratul Alexios I Comnen, căruia îi promit solemn să restituie Imperiului bizantin teritoriile recent pierdute de acesta și să îl recunoască pe basileu drept suzeran pentru toate cuceririle lor viitoare, cu excepția Iudeei.

### Aprilie
- 5 aprilie: Contele Ștefan al II-lea de Blois și ducele Robert Courteheuse al Normandiei se îmbarcă la Brindisi, pentru a ajunge la Dyrrachium.
- 9 aprilie: Comandantul normand Bohemund de Tarent ajunge la Constantinopol și acceptă imediat să presteze jurământul de fidelitate față de fostul său adversar, Alexios I.
- 21-26 aprilie: Contele de Toulouse, Raymond de Saint-Gilles, ajunge și el la Constantinopol, însă refuză să presteze jurământul față de împăratul bizantin.

### Mai
- 4 mai: Cruciații Godefroy de Bouillon, Tancred de Hauteville, Robert de Flandra și Hugues de Vermandois părăsesc Nicomedia, pentru a se îndrepta către Niceea, devenită capitala sultanatului selgiucid de Rum.
- 14 mai-19 iunie: Asediul Niceeii (Turcia). Cruciații încep asedierea Niceei.
- 14-28 mai: Etienne de Blois și Robert Courteheuse ajung la Constantinopol cu ultimele contingente ale cruciaților și prestează jurământul către împăratul bizantin.
- 21 mai: Trupele trimise de sultanul selgiucid Kilidj-Arslan în ajutorul musulmanilor asediați în Niceea sunt înfrânte de către cruciați sub zidurile orașului.

### Iunie
- 19 iunie: Căderea Niceei; garnizoana turcă predă orașul bizantinilor, privându-i pe cruciați de exploatarea victoriei; conducătorul fatimid al Egiptului îi adresează felicitări basileului.

### Iulie
- 1 iulie: Bătălia de la Dorylaeum. Victoria cruciaților asupra sultanului Kilidj-Arslan; condusă de Ioan Dukas, flota bizantină preia controlul asupra coastei egeene și a Smyrnei, al cărei emir se refugiază pe lângă Kilidj-Arslan.
- 31 iulie: Forțele cruciaților ajung în dreptul Antiohiei, în Pisidia.

### August
- 15 august: Cruciații ajung la Iconium, unde se opresc vreme de o săptămână, pentru a-și reuni forțele.
- 15 august: Bătălia de la Consuegra. Alfonso al VI-lea este înfrânt de către almoravizi; Diego, fiul Cidului, cade în luptă; Ibn Tashfin asediază Consuegra, dar este silit să se retragă după opt zile.
- 18 august: Conducătorul selgiucid al Alepului, Ridwan, recunoaște dominația fatimizilor.

### Septembrie
- 14 septembrie: Tancred de Hauteville, nemulțumit de planul celorlalți cruciați de a se cuceri Antiohia, se separă de armata principală a cruciaților și trece în Cilicia.
- 21 septembrie: Tancred de Hauteville, cu grupul său de cruciați, ajunge la Tars, principalul oraș din câmpia costieră a Ciliciei.

### Octombrie
- 5 octombrie: Grosul armatei cruciate ajunge la Coxon (astăzi, Goksun), unde sunt primiți cu prietenie de către locuitorii armeni.
- 13 octombrie: Cruciații ajung la Marash, unde trupele lui Bohemund de Tarent se reunesc cu armata principală.
- 21 octombrie-28 iunie 1098: Asediul Antiohiei. Primul asediu al Antiohiei. Cruciații au repurtat victoria împotriva turcilor selgiucizi.

### Noiembrie
- 6 noiembrie: Reizbucnește disputa dintre cnejii ruși: Vasilko Rostislavici, cneaz de Terebovlia (în Halici), este orbit de către David Igorovici.

### Decembrie
- 27 decembrie: Regele William Rufus al Angliei se află la Conches, cu intenția de a strânge o armată pentru a ataca Vexin; el reclamă de la regele Filip I al Franței Chaumont, Pontoise și Mantes.
- 28 decembrie: Cruciații Bohemund de Tarent și Robert de Flandra părăsesc momentan asediul asupra Antiohiei, pentru a captura numeroase provizii trimise pentru asediați.
- 29 decembrie: Tentativă a celor din garnizoana Antiohiei, condusă de Yaghi Siyan, de a ataca tabăra cruciaților; contele Raymond de Saint-Gilles traversează fluviul Oronte pentru a-i respinge pe atacatori, dar este respins la rândul său.
- 30-31 decembrie: Cruciații Bohemund de Tarent și Robert de Flandra sunt surprinși de un raid de noapte al armatei conducătorului Damascului, Duqaq, sosit în sprijinul celor din Antiohia; cei doi cruciați reușesc să străpungă încercuirea, dar abandonează în mâinile musulmanilor o parte din infanterie și din prada dobândită anterior; suferind pierderi grele la rândul său, Duqaq este nevoit să se întoarcă la Damasc.

### Nedatate
- februarie: Bătălia de la Bairen (lângă Gandia), în Spania. Victorie a Cidului asupra almoravizilor; Ibn Tashfin se retrage și traversează încă o dată Gibraltarul.
- aprilie: Vizirul din Cairo, Al-Afdal Shahanshah, aflat în dispută cu selgiucizii, îi primește pe trimișii lui Alexios I Comnen, care îl anunță vestea sosirii cavalerilor occidentali la Constantinopol și a campaniei acestora în Asia Mică.
- iunie: Regele Alfonso al VI-lea al Castiliei, preîntâmpinând revenirea lui Ibn Tashfin, ia măsuri pentru apărarea orașului Toledo și așteaptă ajutoare din partea Cidului (conducător al Valenciei) și a regelui aragonez Pedro I.
- octombrie: Pretendentul Edgar depune pe regele Donald al III-lea al Scoției și pe succesorul desemnat al acestuia, Edmund, pentru a se impune pe tron; cei doi sunt trimiși în închisoare.
- noiembrie: Întrunire a cnejilor ruși la Ljubec, pe Nipru.
- Ibn Tashfin îl trimite pe fiul său Muhammad ibn A'isa, guvernator al Murciei, împotriva lui Alvar Fanez (văr al Cidului), pe care îl înfrânge în apropiere de Cuenca, dar este respins la Alcira.
- La Mazzara del Vallo este convocat prima adunare a parlamentului din Sicilia, de către regele Roger I; este vorba de primul parlament din Europa.
- Lupta de la Muntele Gvozd. Regele croat Petar Svacic este înfrânt și ucis în confruntarea cu regele Koloman al Ungariei.

- Prima atestare documentară a localității Alba Iulia (județul Alba).

## Înscăunări
- octombrie: Edgar, rege al Scoției (1097-1107).

## Nașteri
- Luciu al III-lea, papă (d. 1185).

## Decese
- 1 iulie: Geoffroi de Monte Scabioso, cavaler francez (n. ?)
- 1 iulie: Guillaume de Hauteville, cavaler normand (n. ?)
- 20 august: Alberto Azzo, marchiz de Este (n. 1009)

### Nedatate
- ianuarie sau februarie: Odo de Bayeux (Odo de Conteville) (n. ?)
- Petar Svacic, rege al Croației (n. ?)